# Geschichte Japans

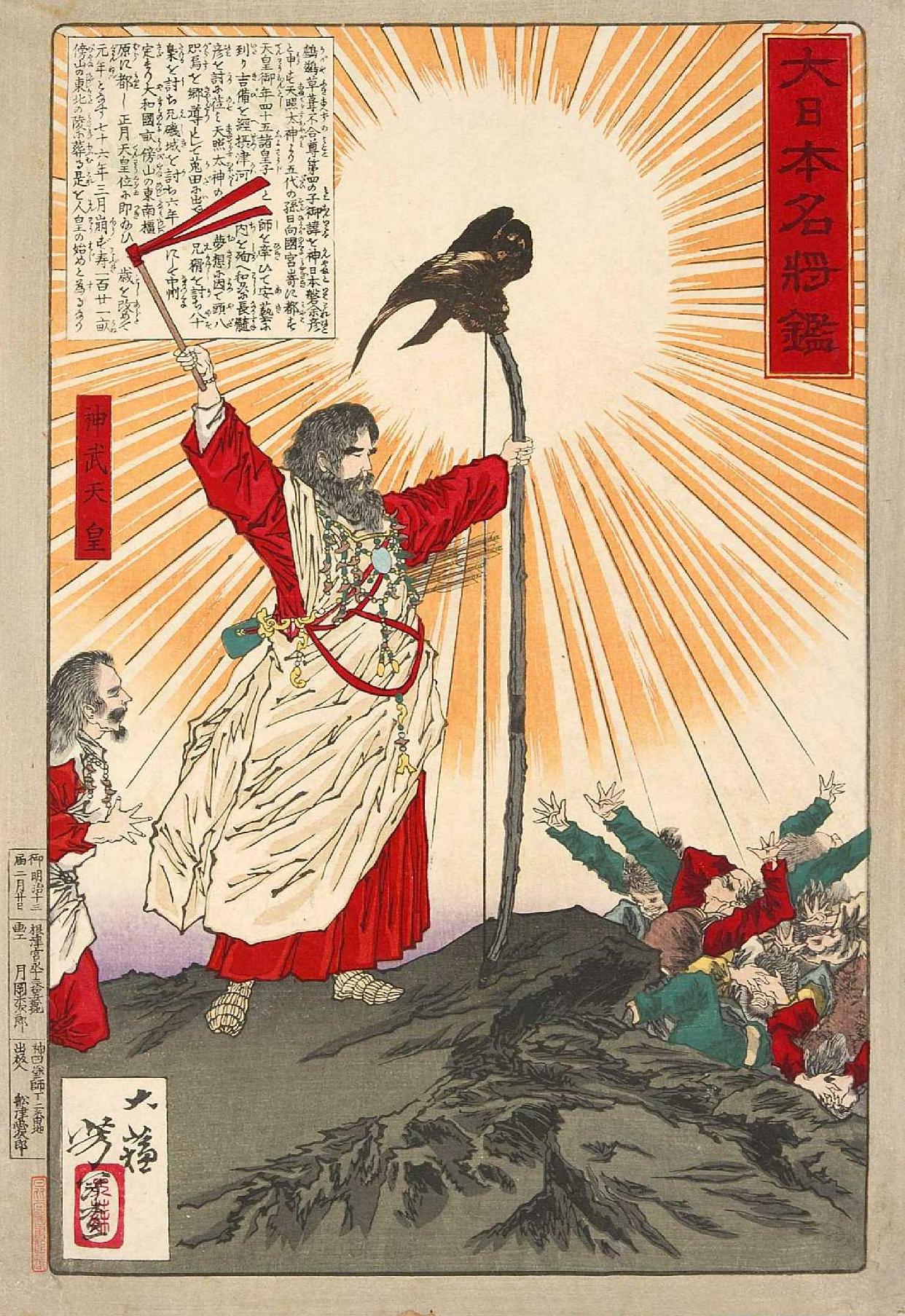
Darstellung der mythischen Gründung des Landes durch Kaiser Jimmu; Farbholzschnitt von Tsukioka Yoshitoshi, 1880.

Die Geschichte Japans umfasst die Entwicklungen auf dem Gebiet des heutigen Staates Japan von der Urgeschichte bis zur Gegenwart. Sie ist durch ein Wechselspiel aus Isolation und äußeren Einflüssen geprägt. Einerseits führten sowohl die geographische Abgeschiedenheit als auch die selbstgewählte Abschottung gegenüber der Außenwelt zu einer räumlich begrenzten und in sich geschlossenen Entwicklung auf den japanischen Inseln; so ist die Geschichte Japans nach Auffassung mancher Historiker ein Modell für die Entwicklung von der Urzivilisation zur Moderne. Andererseits prägte vor allem China durch die Ausbreitung des Buddhismus und die Lehren des Konfuzianismus die Kultur und Sprache Japans mit. Auch im Westen nahm man Einfluss auf Japans Geschichte: Gewaltsam wurde 1854 nach über zweihundertjähriger Isolation die Öffnung und Modernisierung des Landes erzwungen. Das Japanische Kaiserreich wurde in der Folge nicht nur die erste asiatische Industrienation, sondern strebte alsbald eine Ausdehnung seiner Einflusssphäre im Pazifikraum an. Die Expansion endete mit der Niederlage im Zweiten Weltkrieg und mit der Besetzung durch Truppen der Vereinigten Staaten. Heute gilt Japan als technikbegeisterter und vor allem global agierender Industriestaat.
Für eine schematische Darstellung zur Aufteilung der Geschichte Japans in Perioden, siehe den Artikel zur Periodisierung der japanischen Geschichte.

## Frühe Geschichte

### Besiedlung

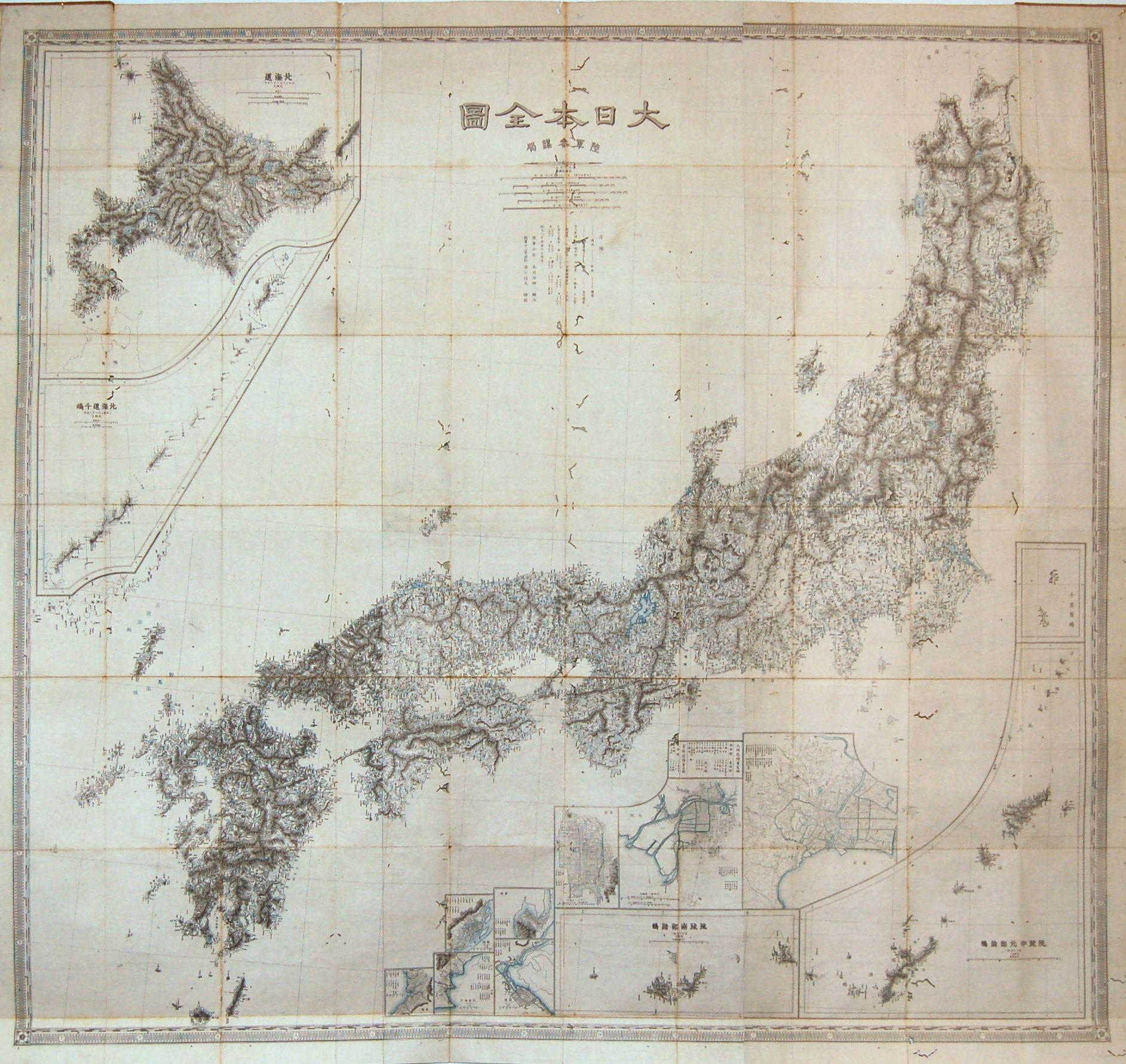
Dai Nihon Enkai Yochi Zenzu (Karte Japans von Inō Tadataka, 1821)

Über den Zeitpunkt der ersten Besiedlung der japanischen Inseln durch Homo sapiens liegen noch keine exakten Erkenntnisse vor, sie begann vor ungefähr 30.000 Jahren. Auf Okinawa wurde der älteste Knochenfund eines Menschen aus Japan entdeckt, bezeichnet als Minatogawa 1. Es gibt verschiedene Ansätze über die Besiedlung Japans durch Menschen:
- Eine Gruppe wanderte aus der Gegend des heutigen Sibirien über die Landbrücke, die während der letzten Eiszeit die Japanischen Inseln mit Korea und der heutigen Primorje Region verband, nach Hokkaidō ein.
- Eine zweite Einwanderung erfolgte von der Koreanischen Halbinsel nach Zentraljapan.
- Der Süden Japans wurde von Menschen aus Südostasien auf dem Seeweg erschlossen. Bei diesen Siedlern handelte es sich laut einigen Thesen aus den 80ern um Angehörige der austronesischen Völker.[3]

Die Landbrücken verschwanden nach der letzten Kaltzeit vor etwa 20.000 Jahren.

### Jōmon-Zeit

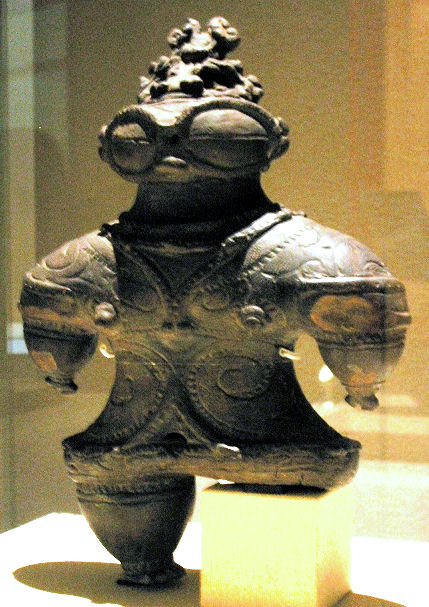
Dogū

Das Halbdunkel der japanischen Urgeschichte wird mit dem Auftreten der Jōmon-Kultur erhellt. Die Jōmon-Zeit umfasst etwa den Zeitraum von 16.500 bis 300 v. Chr. Ihr Name leitet sich von den mit Schnüren und Kordeln erzeugten Mustern in der damaligen Keramik ab; in Japan wurden die ältesten Schnurmusterkeramiken der Welt gefunden. Die Keramikproduktion reicht rund 12.000 Jahre zurück. Die Menschen jener Zeit waren Jäger und Sammler, betrieben Brandrodung und lebten in lockeren Verbänden zusammen. Es wurde aber auch frühe Agrarkultur nachgewiesen. So wurden unter anderem Reis, Getreide, Soja-Bohnen, Kürbisse, Hanf, Perilla und Adzukibohnen angebaut. Ihre Unterkünfte waren schlichte Grubenbehausungen.
Die heutigen Ainu zeigen eine ~80 % genetische Übereinstimmung mit den Jōmon, gefolgt von den Ryukyu-Bevölkerungen mit ~6–12 % sowie den Yamato-Japanern mit ~8 % auf. Die Seidenherstellung, Spinnerei und Weberei sind für das 1. Jahrtausend v. Chr. nachzuweisen.

### Yayoi-Zeit

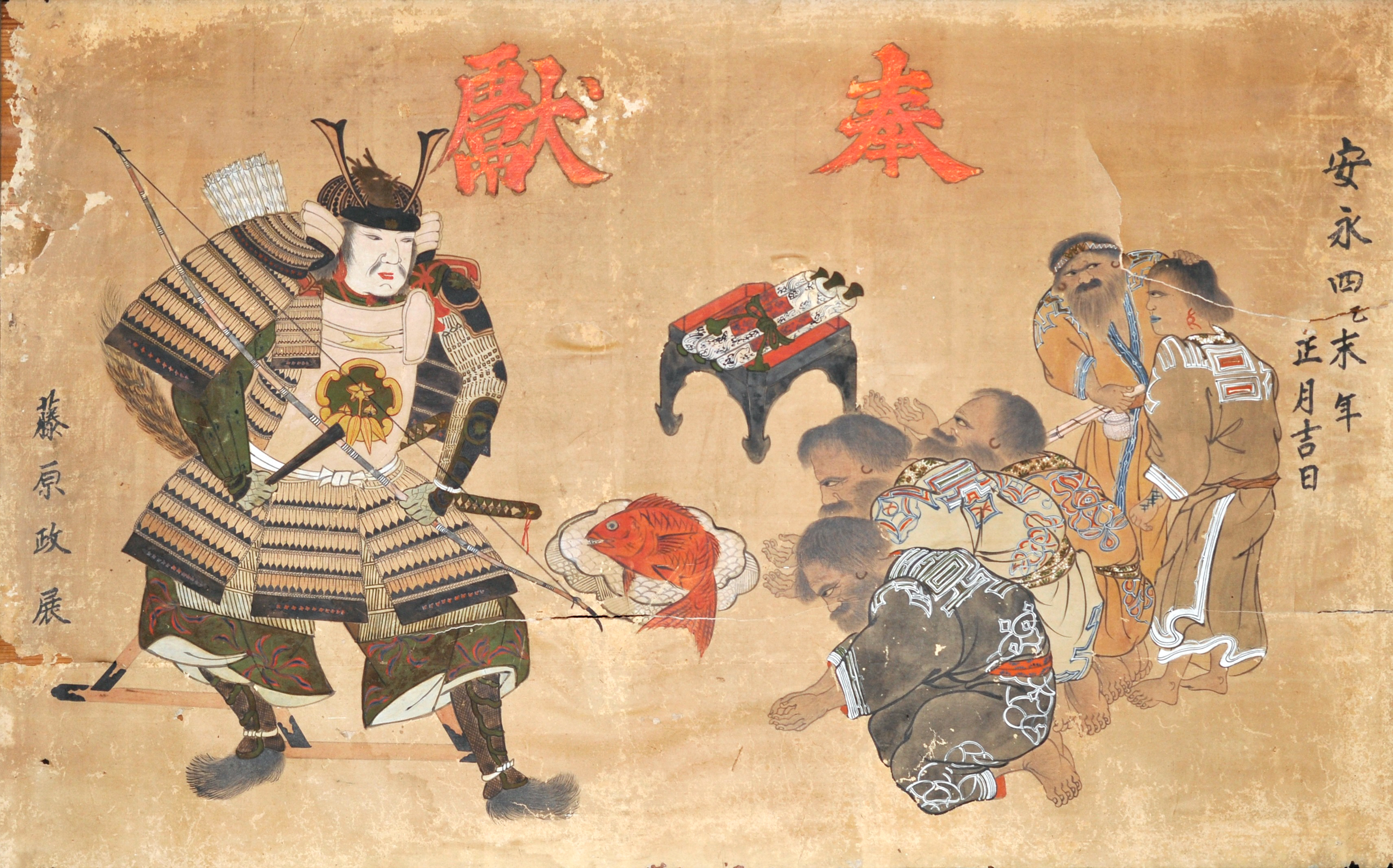
Die Yamato-Japaner (direkte Nachfahren der Yayoi) unterwarfen die lokalen nicht-japanischen Jōmon-Stämme und verdrängten diese teilweise vollständig; hier leisten die Ainu einem Yamato-Japaner Tribut in Hokkaidō.

Die Migration der Proto-Japaner (Yayoi-Menschen) nach Japan und deren technischer Fortschritt führte zum Übergang in eine neue Epoche, die Yayoi-Zeit (etwa von 400 v. Chr. bis 300 n. Chr.). In der Yayoi-Zeit verbreiteten sich der Nassreisanbau und Metallverarbeitung in Japan. Um 400 v. Chr. kam der Nassreisanbau mit Neueinwanderern nach Japan; die Menschen gaben ihre halbnomadisierende Lebensweise auf und begannen, Ackerbau zu betreiben. Benannt ist diese Zeit nach dem Tokioter Vorort Yayoi, in dem Keramik gefunden wurde, die zwar deutlich schlichter war als die der Jōmon-Zeit, aber von höherer Qualität. Offenbar hatten die Hersteller technisches Wissen hinzugewonnen. Aus der Kulturstufe der Yayoi-Zeit mit ihren Dorfgemeinschaften trat die Zeit der ersten Staaten in Japan hervor, unter denen Yamatai der mächtigste war. Der Schritt zur Staatsbildung leitet das japanische Altertum ein.
Um 100 v. Chr. eroberte die Han-Dynastie den Staat Go-Joseon im Nordwesten der koreanischen Halbinsel. Händler aus den Militärgarnisonen trieben Handel mit den koreanischen Staaten im Rest der koreanischen Halbinsel und gelegentlich auch mit der Bevölkerung Japans.
Heutige Japaner zeigen eine 92%ige genetische Übereinstimmung mit den Yayoi auf und sind somit als direkte Nachfahren jener Yayoi zu sehen. Die antiken Yayoi unterwarfen und verdrängten die unterlegenen Jōmon-Stämme beinahe vollständig.

## Altertum

### Kofun-Zeit

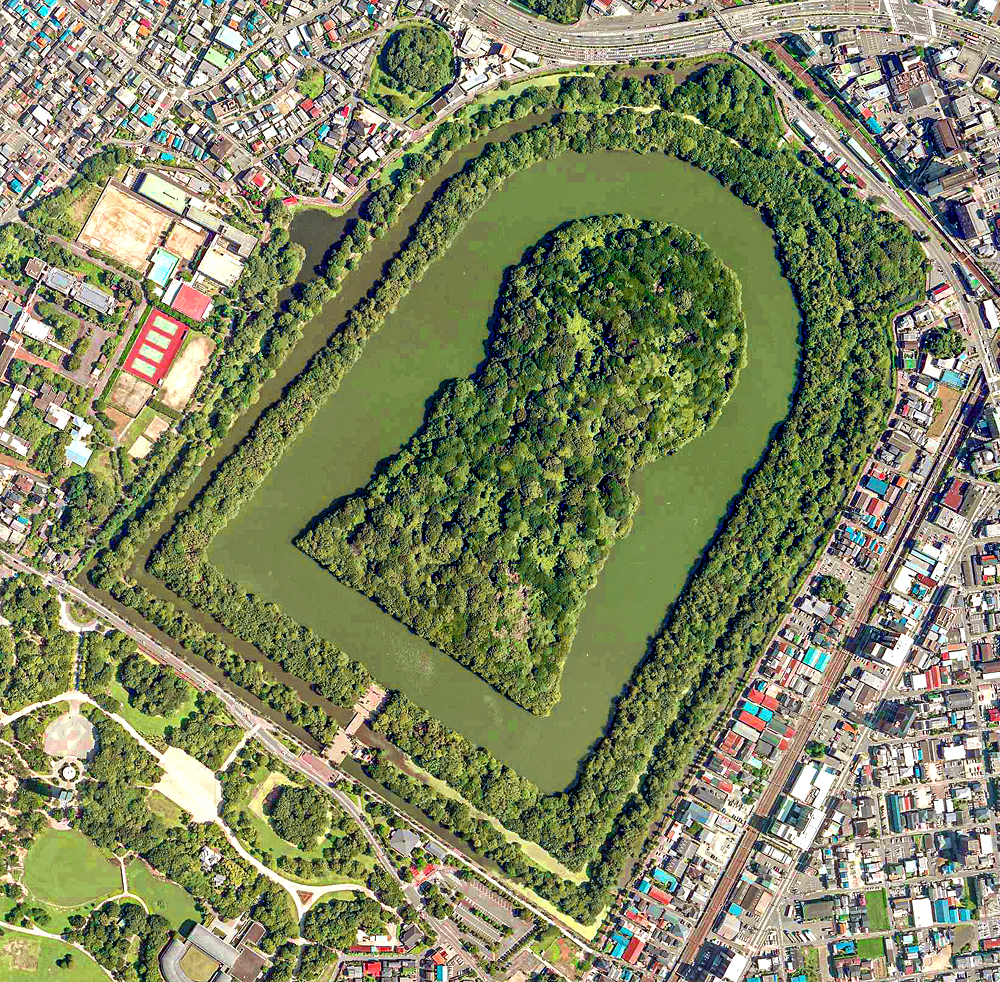
Daisenryō-kofun

Die Kofun-Zeit (um 300–552) ist benannt nach den schlüssellochförmigen Hügelgräbern jener Zeit, den Kofun. Zu jener Zeit erwähnen chinesische Chroniken bereits ein Königreich Yamato auf den japanischen Inseln, wobei auch fünf Könige genannt werden. Auf der koreanischen Halbinsel wurden die Han-Kommandanturen im Nordwesten nach und nach durch das benachbarte koreanische Königreich Goguryeo zerstört, das mit den zwei anderen Reichen Baekje und Silla um die Vorherrschaft Koreas kämpfte. Die japanische Oberschicht war eng mit der Baekjes verknüpft. Koreanische Mönche aus Baekje brachten den Buddhismus im 6. Jahrhundert nach Japan. Er wurde nach heftigen Konflikten Staatsreligion (in diesem Kampf gelangte die Familie Soga zu erheblichem Einfluss). Die nun folgende Phase der japanischen Geschichte heißt nach der damaligen Hauptstadt Asuka-kyō Asuka-Zeit, sie beginnt etwa 592 und dauert bis 710 an.

### Asuka-Zeit
Obwohl sich die Asuka-Zeit zeitlich mit der Kofun-Zeit überschneidet (552 markiert das Jahr der Übernahme des Buddhismus als Staatsreligion), wird sie gesondert betrachtet, da in diesem Zeitraum Weichenstellungen für Japans Geschichte stattfanden. Die Soga errichteten eine Herrschaft, die weit vom buddhistischen Ideal entfernt war. Dennoch leitete die Thronbesteigung Suikos (einer Nichte des Soga-Familienvorstandes) einen großen Wandel in Japans Geschichte ein. Suikos Schwiegersohn, Prinzregent Shōtoku Taishi, war gläubiger Buddhist. Er schuf 604 mit den „17 Artikeln“ eine Schrift zur ethischen Ausübung der Herrschaft. Weiterhin übernahm er das chinesische System der Hofränge, schuf ein erstes Wegenetz und befahl die Anfertigung von Chroniken. Obwohl die folgenden Jahre für Japan ungünstig verliefen, z. B. geriet es in Korea durch das erstarkte China militärisch unter Druck, folgten weitere Reformen von großer Tragweite. Nach dem Tod Shōtoku Taishis 622 kam es zu schweren politischen Machtkämpfen innerhalb Japans, die in einem Putsch der Reformpartei unter Führung von Naka-no-Ōe (Taishis Sohn) im Jahre 645 resultierten. Daraufhin wurden 646 eine Reihe von Gesetzen erlassen, die als Taika-Reform (Taika, jap. Große Wende) in die Geschichte eingehen sollten.
Die Taika-Edikte unterstellten alles Land dem Kaiser, ordneten den Bau einer Hauptstadt an, verfügten Landvermessungen, Volkszählungen und Steuererhebungen. Mit den Taiho-Erlässen des Jahres 701 wurde die Neugestaltung des japanischen Kaiserreichs abgeschlossen. Es war nun ein Zentralstaat mit einer gesetzlichen Ordnung, die um den Kaiser herum aufgebaut war. Aufgrund des japanischen Glaubens, dass jeder Tod den Ort des Versterbens verschmutzt, musste die Residenz im Verlauf der Asuka-Zeit einige Male gewechselt werden, befand sich aber die meiste Zeit in Asuka-kyō.

### Nara-Zeit

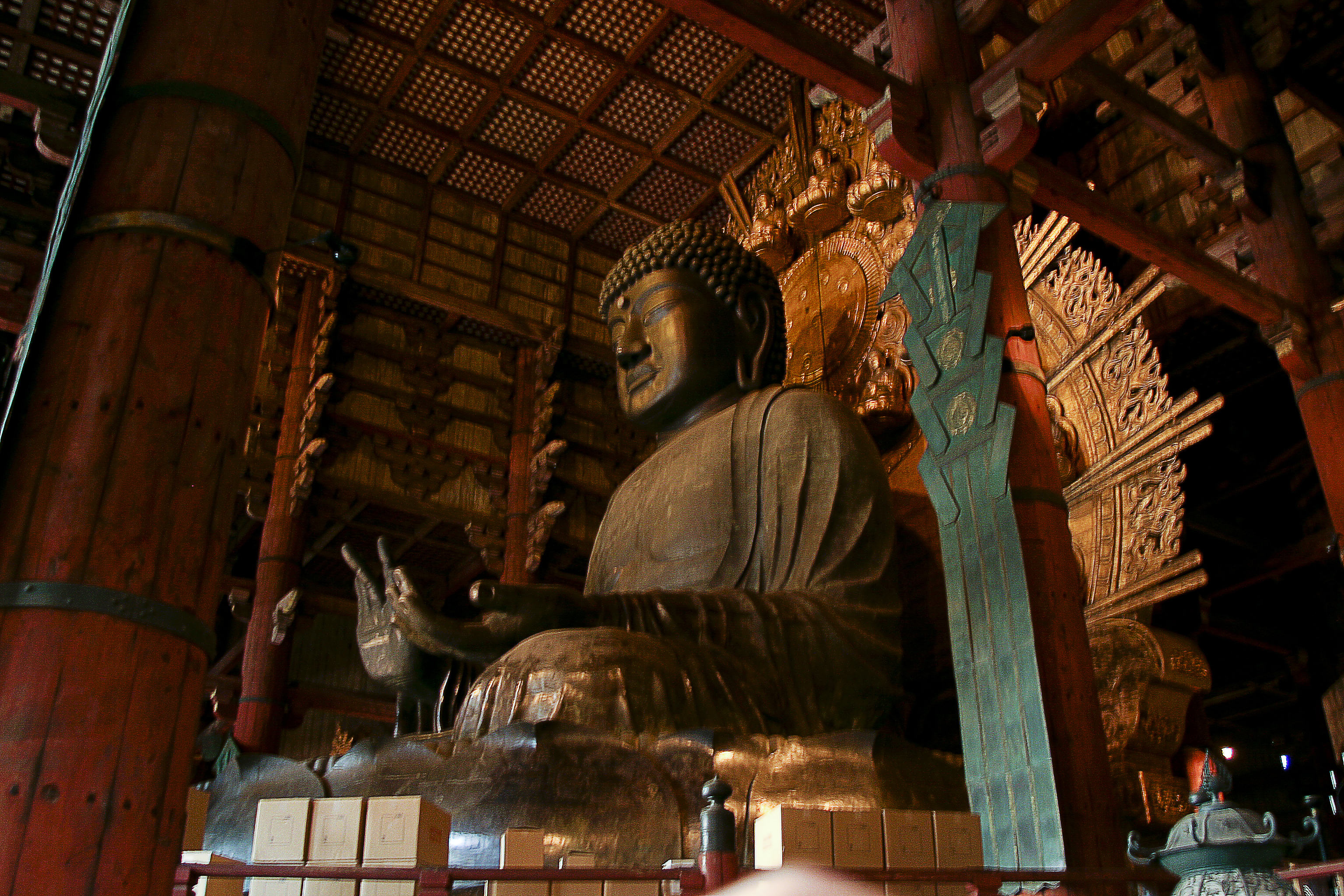
Tōdai-ji

Erst im Jahr 710 wird Heijō-kyō (Nara) für längere Zeit Hauptstadt. Das japanische Altertum (auch japanische Klassik genannt) beginnt. Insgesamt war die Nara-Zeit geprägt von Frieden und kultureller Blüte. Gefahr drohte zwar in Form einer Invasion aus China oder Korea, aber ein Wehrpflichtsystem garantierte bemannte Verteidigungswälle. Ansonsten sicherten die Errungenschaften der Asuka-Zeit den kaiserlichen Hof ab, der aus einem weitgehend befriedeten und geordneten Land Steuereinkünfte erhielt. Allerdings entstanden fast unbemerkt von den Herrschenden neue Probleme, weil Land in den Besitz von Klöstern und Großfamilien geriet und so der Hof geschwächt wurde.
Diese Entwicklungen und die ungünstige geographische Lage Naras erzwangen eine Verlegung der Hauptstadt nach Heian-kyō (das spätere Kyōto).

### Heian-Zeit

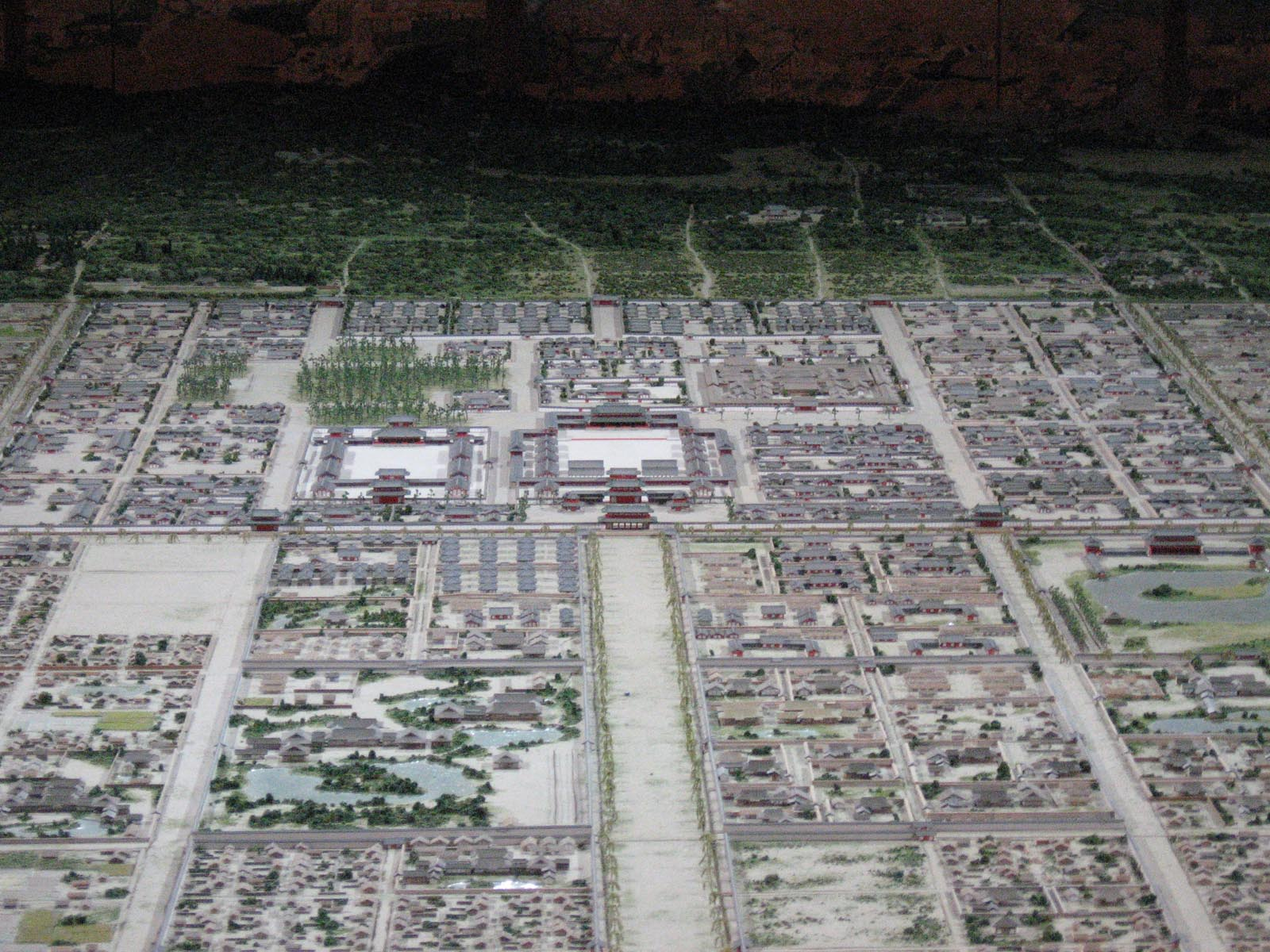
Heian-kyō

Nach dieser Stadt ist auch die Heian-Zeit (794–1185) benannt. Zu Beginn der Heian-Zeit gelang es Kammu-Tennō noch einmal die kaiserliche Herrschaft zu stabilisieren. Aber nach und nach gelang es der Familie Fujiwara die Herrschaft auszuüben. Durch geschickte Heiratspolitik sicherte der Clan seinen Einfluss. Erst Kaiser Go-Sanjō (Thronbesteigung 1068) brach die Herrschaft der Fujiwara, aber zu einem hohen Preis. Er ging ins Kloster und regierte von dort indirekt, eine Praxis, die das Kaiserhaus dann eine Weile beibehielt. Aber dieses Vorgehen hatte die kaiserliche Macht stark geschwächt und dem Ansehen des Kaiserhauses nachhaltig geschadet. Literatur und Dichtung gelangten trotz, oder gerade wegen der widrigen Zustände zu hoher Blüte, so wurde das Genji Monogatari in der Heian-Zeit verfasst. Aber die kulturelle Blüte konnte den Verfall der Ordnung nicht aufhalten. Der Kaiser war keine mächtige Ordnungskraft mehr, andere nahmen den Kampf um die Herrschaft auf.

## Das japanische Mittelalter
Mit dem Zerfall der zentralstaatlichen Ordnung begann das japanische Mittelalter, das sich von 1185 bis etwa 1600 erstreckt.

### Kamakura-Zeit

Minamoto no Yoritomo, erster Shōgun des Kamakura-Shōgunats

Die erste Phase des Mittelalters ist die Kamakura-Zeit von 1185 bis 1333. Ihr zentrales Motiv ist der Konflikt zwischen den Familien Taira und Minamoto. Diese Kriegerfamilien hatten für den Hof in Heian-kyō Polizeiaufgaben erledigt und Feldzüge durchgeführt. Mit dem Zerfall der Ordnung spitzte sich die Situation zu einem Kampf um die Herrschaft zwischen den beiden Familien zu. Nachdem die Taira die Minamoto vernichtend geschlagen hatten, ließ Taira no Kiyomori aber die Führer der Minamoto am Leben. Ein folgenschwerer Fehler, denn unter der Führung der Brüder Yoritomo und Yoshitsune schlugen die Streitkräfte der Minamoto die Taira vernichtend. Dieser als Gempei-Krieg bekannt gewordene Konflikt ist ein beliebtes Motiv in Japans Literatur, Dichtung und Film.
Yoritomo zwang seinen Bruder nach Differenzen zum Selbstmord und errichtete dann in Kamakura das erste Shōgunat. Er errichtete parallel zur alten kaiserlichen Herrschaftsstruktur eine straffe, militärisch organisierte Verwaltung. Folgerichtig hieß seine Regierung auch Bakufu, das bedeutet in etwa Zeltregierung und deutet den militärischen Charakter der Führung an. Nach Yoritomo (der, so will es die Legende, nach einem Sturz vom Pferd verstarb, den der Geist seines Bruders Yoshitsune verursacht haben soll) regierten noch zwei seiner Söhne, doch dann verlagerte sich die Macht auf die Familie Hōjō.

### Die Herrschaft der Hōjō

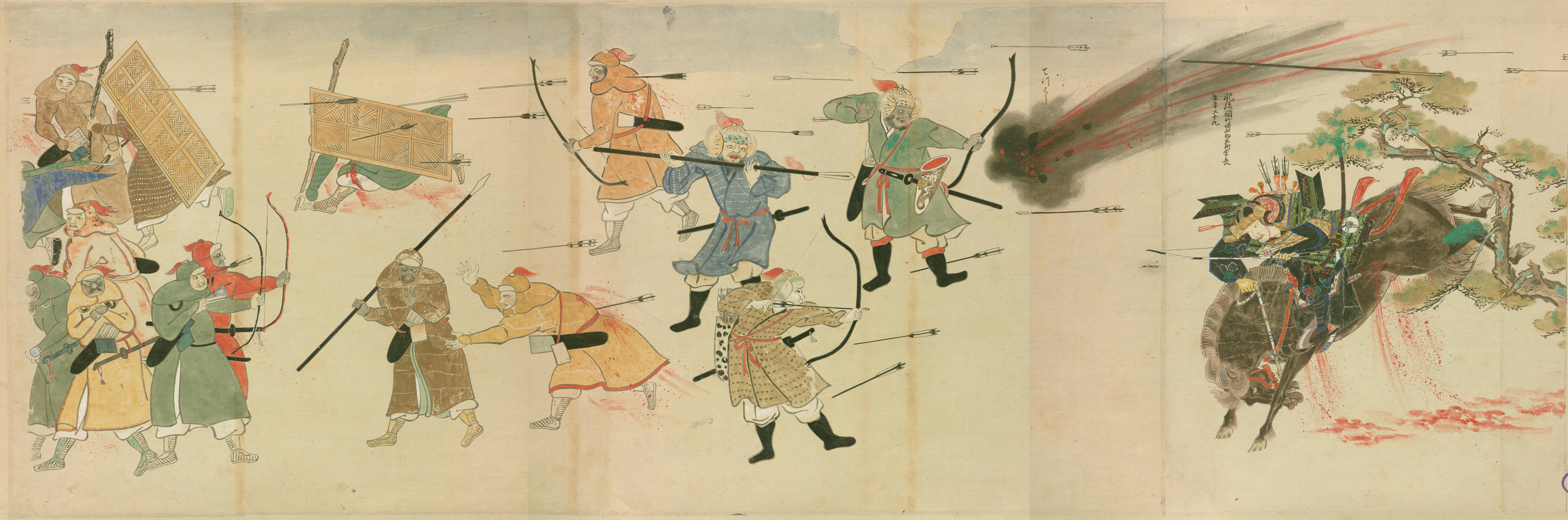
Mōko Shūrai Ekotoba (蒙古襲来絵詞), ca. 1293 (Mongoleninvasionen in Japan)

Unter ihrer Anführerin Masako (1156–1225) wurde noch einmal ein relativ friedlicher Zustand erreicht. Doch von außen drohte Gefahr: 1274 und 1281 kam es zu versuchten Mongoleninvasionen in Japan. Die Regierung wusste um diese Bedrohung und errichtete auf Kyūshū eine Wallanlage, um der Invasion zu begegnen. Dennoch hätten Japans Streitkräfte die Mongolen vermutlich nicht aufhalten können. Aber beide Male kamen heftige Stürme den Verteidigern des Inselreichs zu Hilfe und zerstreuten die Invasionsflotten. Dies war der Ursprung des Begriffs „Götterwind“ bzw. Kamikaze.
Die Abwehr der Angriffe der Mongolen destabilisierte die Herrschaft des Shōgunats erheblich. Zwar war die unmittelbare Bedrohung vorüber, doch es gab keine Möglichkeit, diejenigen Vasallen zu entlohnen, die Truppen gestellt und die Festungsanlagen besetzt hatten. Üblicherweise erhielten bei innerjapanischen Kriegen die Sieger die Ländereien der besiegten Familien als Entlohnung. Bei den mongolischen Angreifern gab es aber nichts zu erobern, so dass sich Unmut breit machte.
Im Jahr 1333 endete das Kamakura-Bakufu mit der Vernichtung der Hōjō durch Truppen der Familien Ashikaga und Nitta. Diese waren auf Betreiben Kaiser Go-Daigos gegen das Shōgunat zu Felde gezogen, das die Kaiser zuvor vollends entmachtet und ins Exil geschickt hatte. Go-Daigo hoffte, mit Hilfe der Ashikaga wieder an die Macht zu kommen.

### Muromachi-Zeit

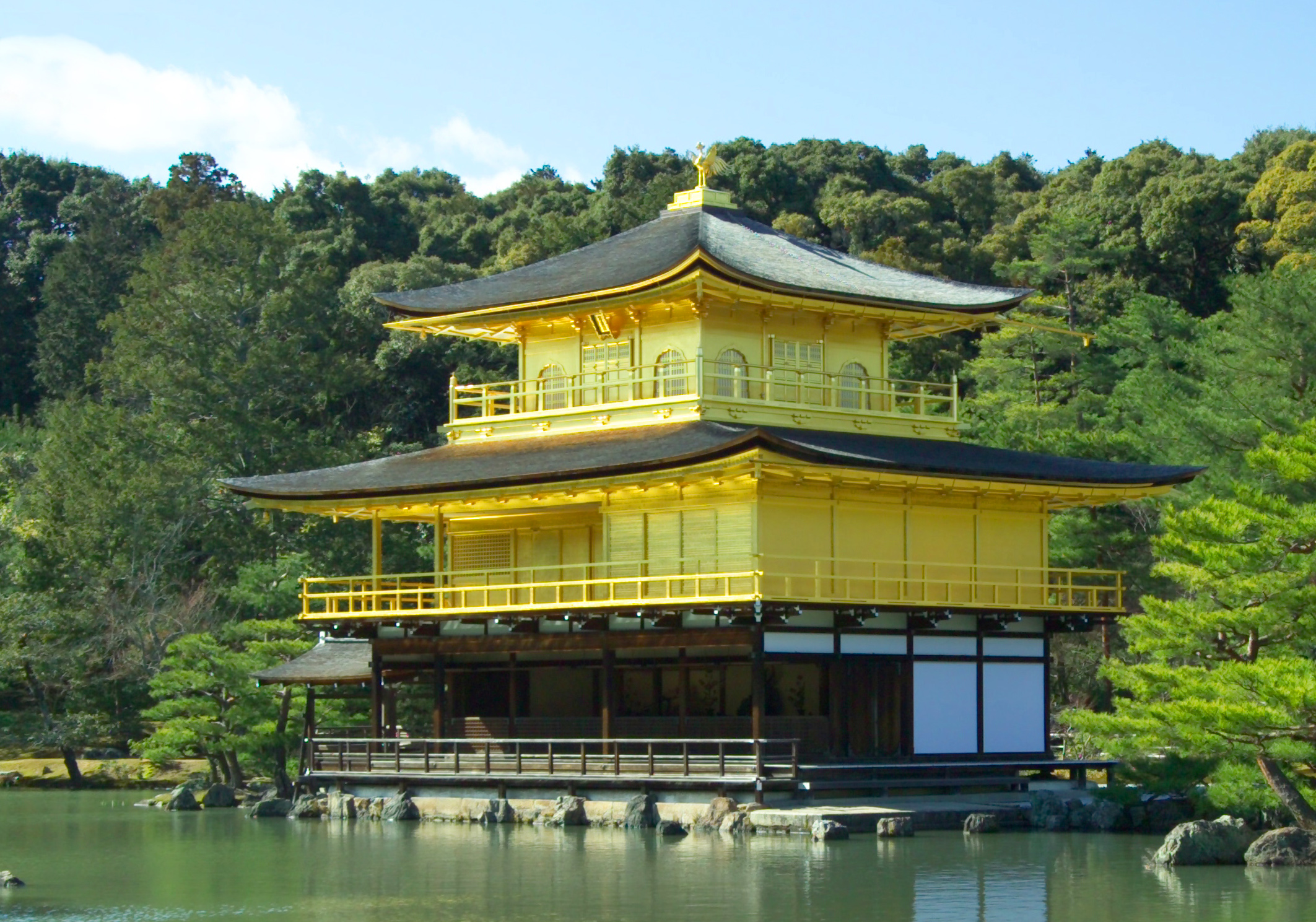
Kinkaku-ji, der Goldene Pavillon

Anders als geplant errichteten aber die Ashikaga ein neues Shōgunat und leiteten die Muromachi-Zeit (1333–1568) ein. Muromachi war ein Stadtteil von Heiankyo, dort, in der alten Hauptstadt, hatten die Ashikaga auch einen ihnen genehmen Kaiser eingesetzt. Dies führte zu einem zeitweiligen Schisma der kaiserlichen Linie, da Go-Daigo an seinem Anspruch festhielt. 1392 gab Go-Daigos Nachfolger dieses Ansinnen allerdings auf.
Die Herrschaft der Ashikaga nahm ein jähes Ende. Nach einer kurzen Hochphase unter Ashikaga Yoshimitsu (den sogar Ming-China als Herrscher Japans anerkannte) zerfiel das Shōgunat im Ōnin-Krieg (1467–1477). Dieser Konflikt tobte in der Hauptstadt und führte zu deren nahezu vollständiger Zerstörung. Mit der Hauptstadt war auch die Zentralgewalt endgültig zerschlagen.

### Die Zeit der streitenden Reiche

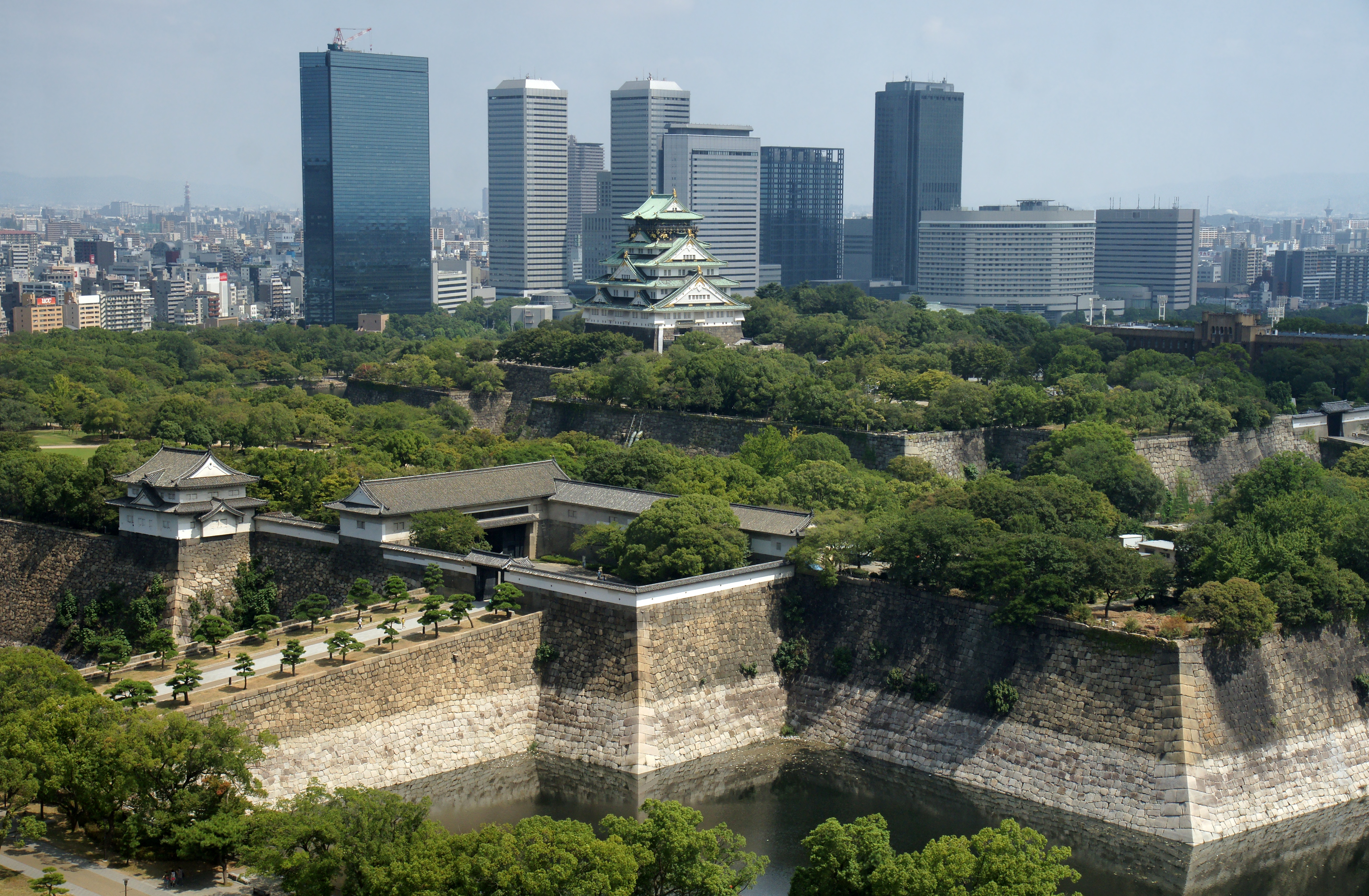
Burg Ōsaka

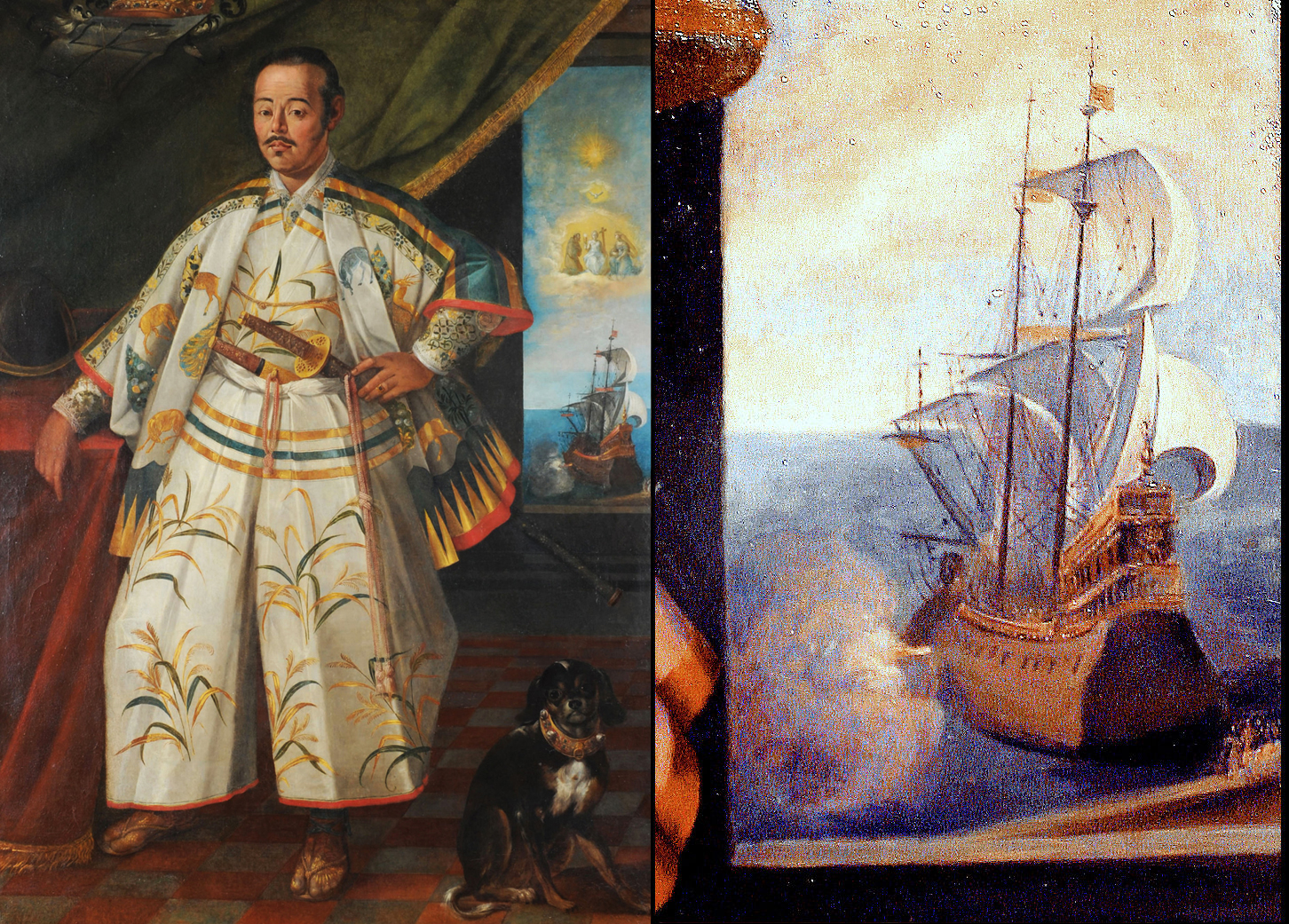
Hasekura Tsunenaga und San Juan Bautista

Japan war ein Flickenteppich aus Herrschaftsgebieten einzelner Fürsten und Familien. In die folgenden blutigen und ereignisreichen Zeiten fällt die Ankunft der Portugiesen in Japan, die auch die ersten Feuerwaffen mitbrachten und eine christliche Missionierung Japans versuchten (vgl. Christentum in Japan). Trotz aller Unruhe und Gewalt jener als Sengoku-jidai (Zeit der streitenden Reiche) bekannten Periode kam es auch zur Herausbildung von Handelsbeziehungen zwischen den einzelnen Regionen. Die Feuerwaffe, die keine technische Weiterentwicklung erfuhr, sollte wenige Jahrzehnte später in der Schlacht von Nagashino bedeutsam werden.
Das Ende der Bürgerkriege zeichnete sich erst in der Azuchi-Momoyama-Zeit (1568–1600) ab. Es war die Zeit der drei Reichseiniger Oda Nobunaga, Toyotomi Hideyoshi und Tokugawa Ieyasu. Oda Nobunaga, ein kleiner Daimyō aus der Provinz Owari gelangte durch geschicktes Taktieren, militärische Begabung und brutalen Durchsetzungswillen zu Einfluss über ganz Japan.
Toyotomi Hideyoshi, der als einfacher Soldat in Nobunagas Heer begann, setzte dessen Einigungswerk fort, wobei sein Invasionsversuch in Korea 1592 mehr als 200.000 Mann das Leben kostete. Umstritten ist, ob er nicht vorrangig potentielle Unruhestifter in dieses militärische Abenteuer entsandte. Er trieb Japans Einigung vor allem mit diplomatischem Geschick voran.
Nach Toyotomi Hideyoshis Tod 1598 trat aus den Großen des Landes Tokugawa Ieyasu hervor. In der Schlacht von Sekigahara im Jahr 1600 besiegte er Ishida Mitsunari und wurde unumschränkter Herrscher Japans.
Mit der Tokugawa-Herrschaft beginnt Japans frühe Neuzeit, die etwa von 1600 bis 1868 andauert und auch als Edo-Zeit, benannt nach der Hauptstadt Edo, bekannt ist.

## Edo-Zeit

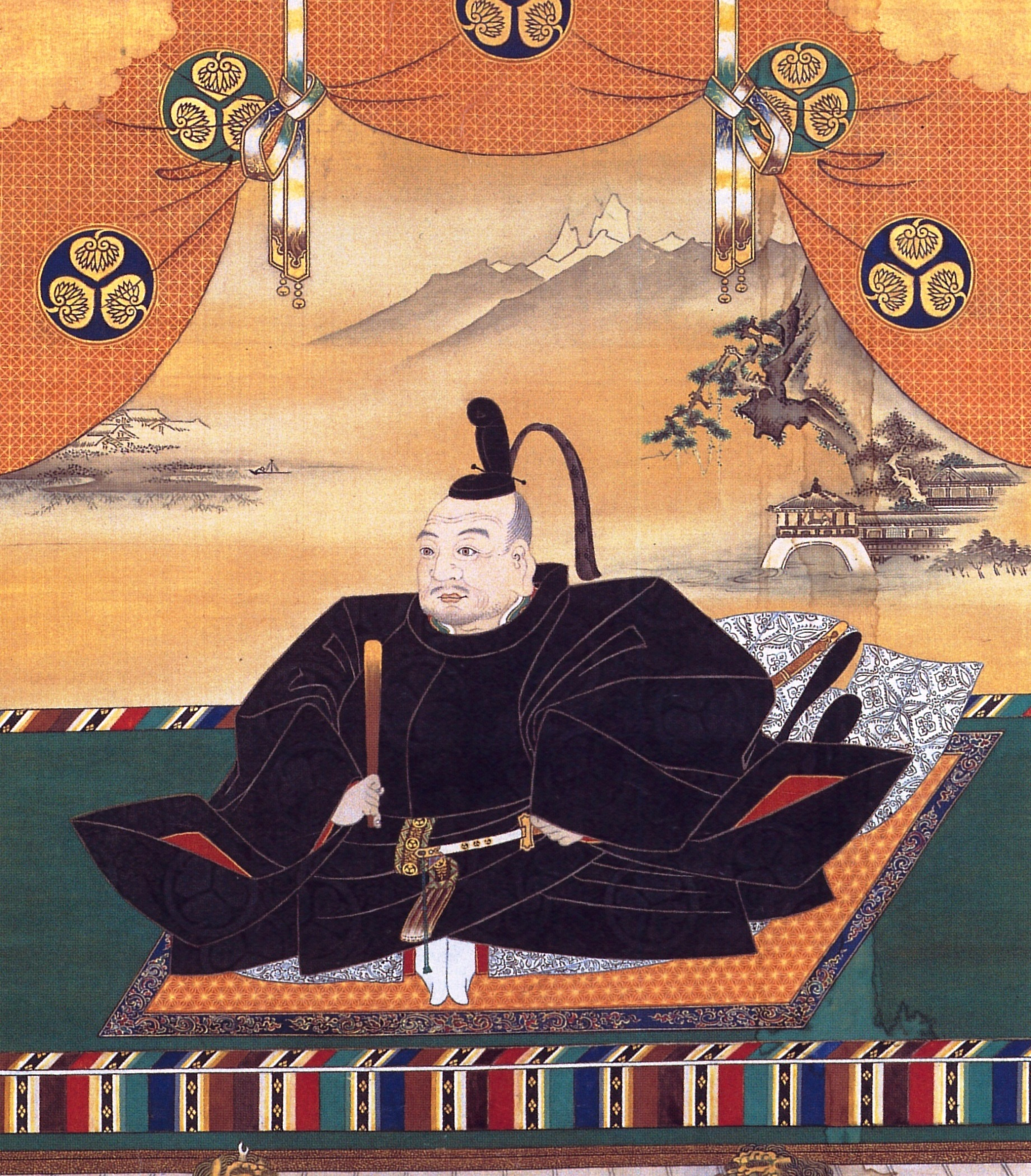
Tokugawa Ieyasu, erster Shōgun des Tokugawa-Shōgunats

Die Tokugawa herrschten als vom Kaiser mit umfassenden Machtbefugnissen ausgestattete Shōgune und als mächtigste Fürsten über die rund 250 übrigen japanischen Fürsten (Daimyō), die in ihren jeweiligen Herrschaftsgebieten (inoffiziell und abwertend Han genannt) weitgehend autonom waren und von denen etwa ein Viertel in den in Edo ansässigen Regierungsapparat der Tokugawa (das Bakufu) in unterschiedlichen Funktionen eingebunden war. Die dritte Konstante des politischen Systems war der kaiserliche Hof in Kyōto.

### Ständesystem
Der kaiserliche Hof wurde von der Machtausübung völlig ausgeschlossen und isoliert. Die Bevölkerung war theoretisch nach konfuzianischem Modell in die vier Stände eingeteilt, die auch in China und Korea bekannt waren: Krieger-Gelehrte, Bauern, Handwerker und Kaufleute (shi-nō-kō-shō). Ein Wechsel des Standes war nahezu unmöglich. In der Praxis war allerdings sozialer Status wichtiger als die Zugehörigkeit zu einem Stand: In jedem Stand gab es zahlreiche Differenzierungen, die nicht zuletzt auf wirtschaftlichem Vermögen beruhten.
Die Samurai bewirtschafteten den ihnen gehörigen oder zugewiesenen Grundbesitz zumeist nicht mehr selbst, sondern verrichteten in den Burgstädten ihrer Herren Dienste in der zivilen und militärischen Verwaltung. Sie durften nur wenige kommerzielle Tätigkeiten ausführen und waren überwiegend auf die Erträge ihrer Amts- und Rentenlehen angewiesen.
Ähnlich wie in China und Korea bemühten sich auch die frühmodernen Herrscher Japans aus Furcht vor sozialer Instabilität und Unruhen um eine gründliche Kontrolle ihrer Untertanen. Bauern, Handwerker und Händler waren von politischen Ämtern und Entscheidungen ausgeschlossen. Es wurde jedoch von ihnen erwartet, ihre eigenen Angelegenheiten im Rahmen der lokalen und ständischen Selbstverwaltung zu regeln. Die Zugehörigkeit zu einer Standesorganisation galt als Voraussetzung für ein ehrbares Leben. In Japan galt der Haushalt – meist identisch mit einer Kleinfamilie, im Falle der höheren Statusgruppen als mit dem europäischen ganzen Haus vergleichbare Abstammungsgemeinschaft (ie) – als kleinste soziale Einheit und Verantwortungsgemeinschaft. In den Dörfern und städtischen Wohnvierteln wurden mehrere Haushalte in Gruppen gebündelt, die sich an der Verwaltung und Kontrolle des Dorfes bzw. Wohnviertels beteiligten. Verfehlungen eines Gemeinschaftsmitgliedes zogen oft die Bestrafung der ganzen Gruppe nach sich. Wer wegen schwerer Vergehen aus seinem Stand ausgeschlossen wurde, galt als obdach- und weitgehend rechtlos und fand sich am untersten Rand der Gesellschaft wieder.

### Außenbeziehungen
Probleme mit Piraterie und dem aggressiven Vordringen westlicher Mächte führten in ganz Ostasien am Ende des 16. Jahrhunderts zu drastischen Einschränkungen des Überseehandels. Die Tokugawa konzentrierten den Handel mit China und Europa in der Stadt Nagasaki. Ihre einzigen europäischen Handelspartner waren die Niederländer, die eine Handelsstation auf der künstlichen Insel Dejima unterhielten. Mit der Zeit lernte man von dort mittels Übersetzungen westliche Ideen und Konzepte kennen, die durch die neuen Rangaku (Hollandstudien) vermittelt wurden. Die diplomatischen und Handelsbeziehungen mit Korea wurden vom Fürstentum Tsushima gepflegt. Das Fürstentum Matsumae auf der Insel Ezo unterhielt Kontakte zu den Ainu und indirekt über diese zu Russland, während das Fürstentum Satsuma das lange Zeit als Drehscheibe des pazifischen Handels wirkende Königreich der Ryūkyū-Inseln in seiner Gewalt hatte.
Mit dem Ende der internen Konflikte wurde der Chinahandel wiederbelebt. Dieser blieb jedoch auf einen Import von rund 200 Tonnen Rohseide, welche im heimischen Handwerk zu Textilien verarbeitet wurde. Im Gegenzug exportierte Japan das für den chinesischen Handel zentrale Silber. Die Handelsbeziehungen blieben ohne permanente Niederlassungen in beiden Staaten und waren auf Luxusgüter beschränkt.

### Gesellschaft und Kultur
Die Edo-Zeit ist gekennzeichnet von zunehmender Urbanisierung und Durchdringen marktwirtschaftlicher Prinzipien in den meisten Lebensbereichen. Die in den Städten wohnenden Kaufleute und Händler (chōnin) schufen einen eigenen, bürgerlichen Lebensstil. Die ebenfalls in den Städten siedelnden Samurai gerieten, wegen der mit diesem Lebensstil verbundenen hohen Kosten, in Abhängigkeit von Kaufleuten, oftmals waren sie hochverschuldet. Selbst die Daimyō waren oft gezwungen, Kredite aufzunehmen. Die japanische Kultur und das ästhetische Empfinden waren seit dem Ende der Heian-Zeit immer durch den Kriegerstand geprägt worden. Konservative Stile in Architektur und Literatur, das ästhetische Empfinden des Zen, das klassische Nō-Theater und verschiedene ritualisierte Handlungen (zum Beispiel die auch im Bürgertum beliebte Teezeremonie) bestimmten das Bild. Die bürgerlichen Städter entwickelten mit zunehmendem Wohlstand und zunehmender Bildung jedoch eine eigene, von stark wechselnden Moden geprägte Kultur, die in den großen Städten zum Entstehen von Vergnügungsvierteln führte. Hervorzuheben sind die bekannten Malereien des Ukiyo-e sowie das Kabuki als neue Form des Theaters und zahlreiche neue Musikstile.

### Das Ende der Ära Tokugawa

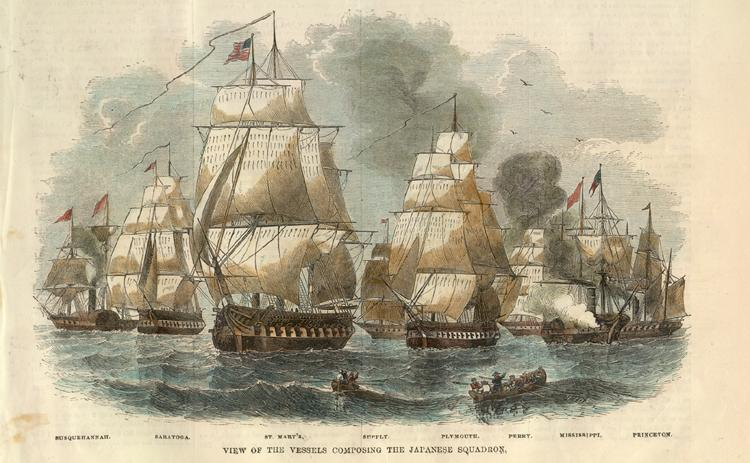
Commodore Perrys Flotte auf seiner zweiten Mission nach Japan 1854

Satsuma-Rebellion, Kampf von Tabaruzaka (ca. 1877)

Die Endphase der Edo-Zeit wird auch als Bakumatsu-Zeit bezeichnet. Seit dem Ende des 18. Jahrhunderts verlangten westliche Mächte immer stärker Zugang zu Japan und seinen Märkten, allen voran Russland, England und die USA. Mitte des 19. Jahrhunderts kam es zu Bauernaufständen, viele Samurai waren hoch verschuldet. Dem Shōgunat entglitt zunehmend die Kontrolle. 1853 landeten amerikanische Schiffe („Schwarze Schiffe“) unter Commodore Matthew Perry in der Bucht von Edo, um beim Shogunat Konzessionen und die Öffnung von Vertragshäfen zu erreichen. Nachdem Perry ein Jahr später mit mehr Schiffen und Soldaten wiederkehrte, gab Shōgun Tokugawa Iesada schließlich nach, und es kamen erstmals Handelsbeziehungen zwischen den USA und Japan im Vertrag von Kanagawa zustande. Das Nachgeben des Shōguns führte im weiteren Verlauf zu starken Widerständen verschiedener Fürstentümer gegen die Herrschaft der Tokugawa und gegen die ins Land gekommenen Europäer, die ihren Ausdruck in der Sonnō-jōi-Bewegung fanden („Verehrt den Kaiser, vertreibt die Barbaren.“). Der Shōgun war mit seinen Anhängern politisch und militärisch nicht mehr in der Lage, diese Bewegung zu unterdrücken. Dies führte mit Beginn des Jahres 1868 zur Meiji-Restauration, die im Namen des Tennō die Herrschaft der Tokugawa beendete.

## Japanisches Kaiserreich
Von der Meiji-Restauration im Jahr 1868 bis zum Ende des Zweiten Weltkrieges im Jahr 1945 war Japan ein Kaiserreich, das vom Tennō beherrscht wurde. Diese 77 Jahre waren die Zeit des Imperialismus und Kolonialismus.

### Meiji-Zeit

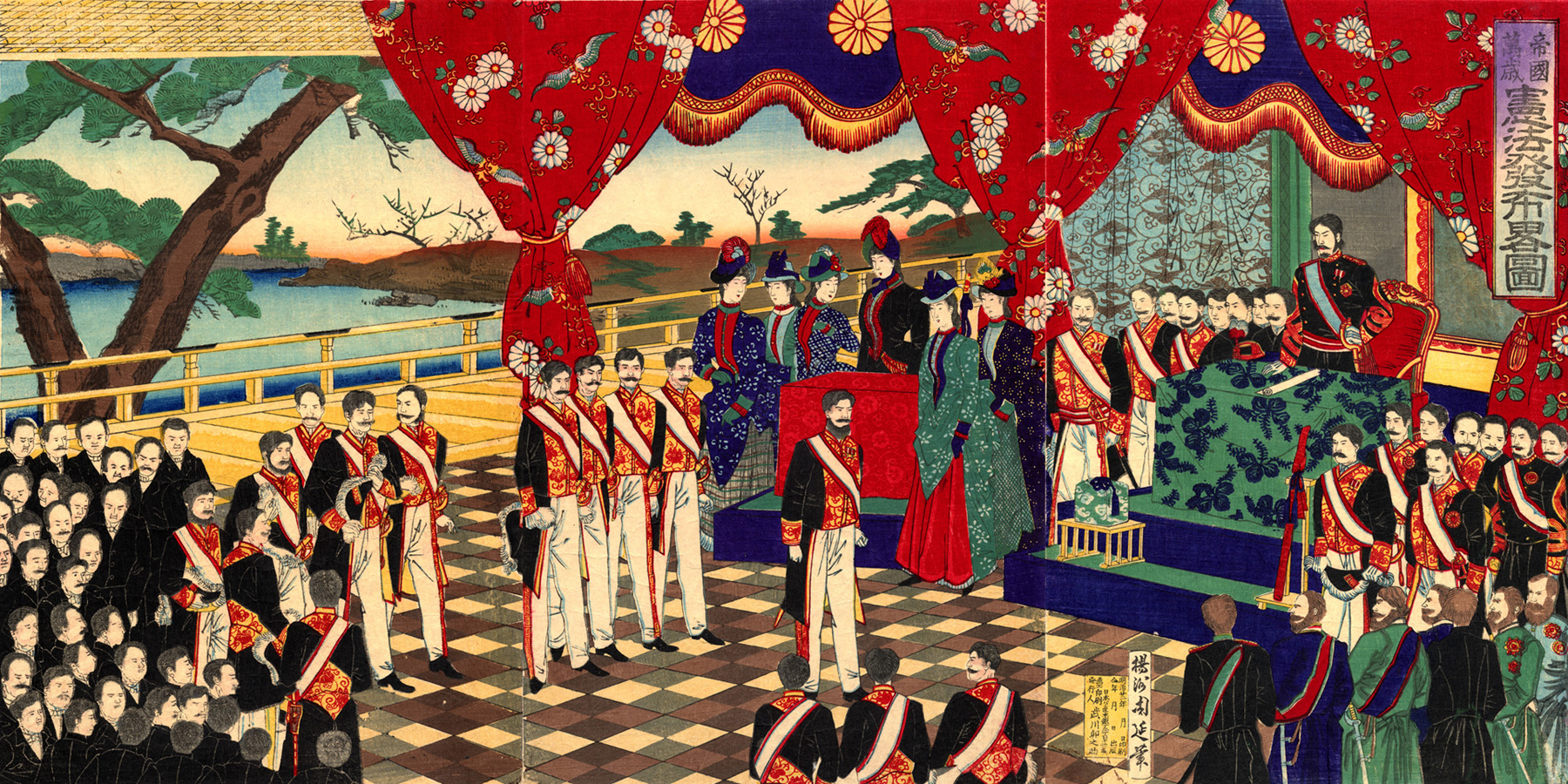
Verkündigung der Verfassung (ca. 1889)

In der Meiji-Zeit unter Kaiser Mutsuhito wurden umfassende Reformen eingeleitet. Das Ständesystem wurde abgeschafft, eine allgemeine Schulpflicht und Geld- statt Naturalsteuern eingeführt und eine Wehrpflichtarmee aufgestellt. Nach der Meiji-Restauration wurde die politische Macht wieder offiziell dem Tennō zugesprochen, wobei die tatsächliche Macht bei ehemaligen Samurai lag, den sogenannten Meiji-Oligarchen. Zwar unternahmen mit dem Satsuma-Aufstand von 1877 feudalistische Kräfte eine Rebellion, die aber scheiterte.

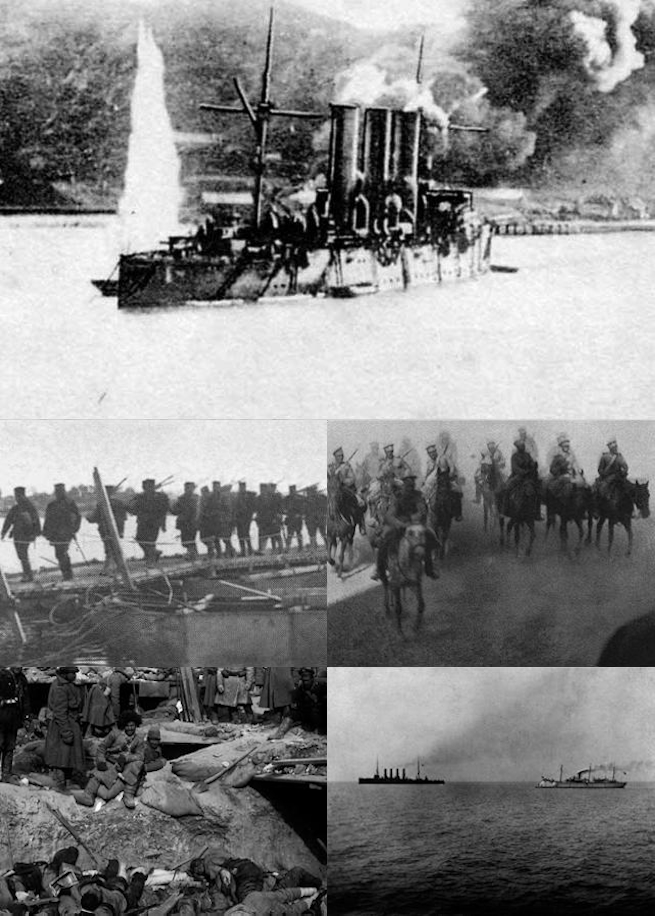
Russisch-Japanischer Krieg, (8. Februar 1904 bis 5. September 1905)

Inspiriert durch die Iwakura-Mission 1871 bis 1873, eine Studienreise hochrangiger Politiker nach Nordamerika und Europa, erhielt das Land eine Verfassung. Japan übernahm das deutsche Bürgerliche Gesetzbuch in nahezu unveränderter Form. Es sollte eine moderne Konstitutionelle Monarchie werden und durch rasche technologische Entwicklung dem Westen auf Augenhöhe begegnen können, was auch sehr schnell gelang. Explosionsartiges Wirtschaftswachstum und effiziente Rüstungspolitik machten aus dem unterlegenen Inselreich einen Machtfaktor in Asien. 1895 gelang Japan ein Sieg über China Ersten Chinesisch-Japanischer-Krieg und 1905 schlug Japans Marine die russischen Streitkräfte in der Seeschlacht bei Tsushima vernichtend (Russisch-Japanischer Krieg).
Mit dem Tod Kaiser Mutsuhitos im Jahre 1912 endete die Meiji-Zeit. Die Restauration der Kaiserherrschaft und die wirtschaftliche, gesellschaftliche und militärische Neuorganisation des Landes in dieser Epoche markieren Japans Eintritt in die Moderne. Die Japan 1855 aufgezwungenen „Ungleichen Verträge“ bzw. die Exterritorialität der Vertragshäfen hätten schon 1894/1911 aufgehoben werden können.

### Japanischer Imperialismus

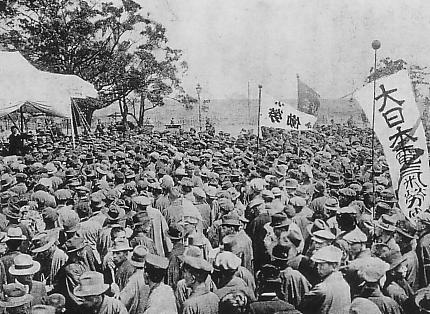
Japans erster Maifeiertag im Ueno-Park in Tokio (1920)

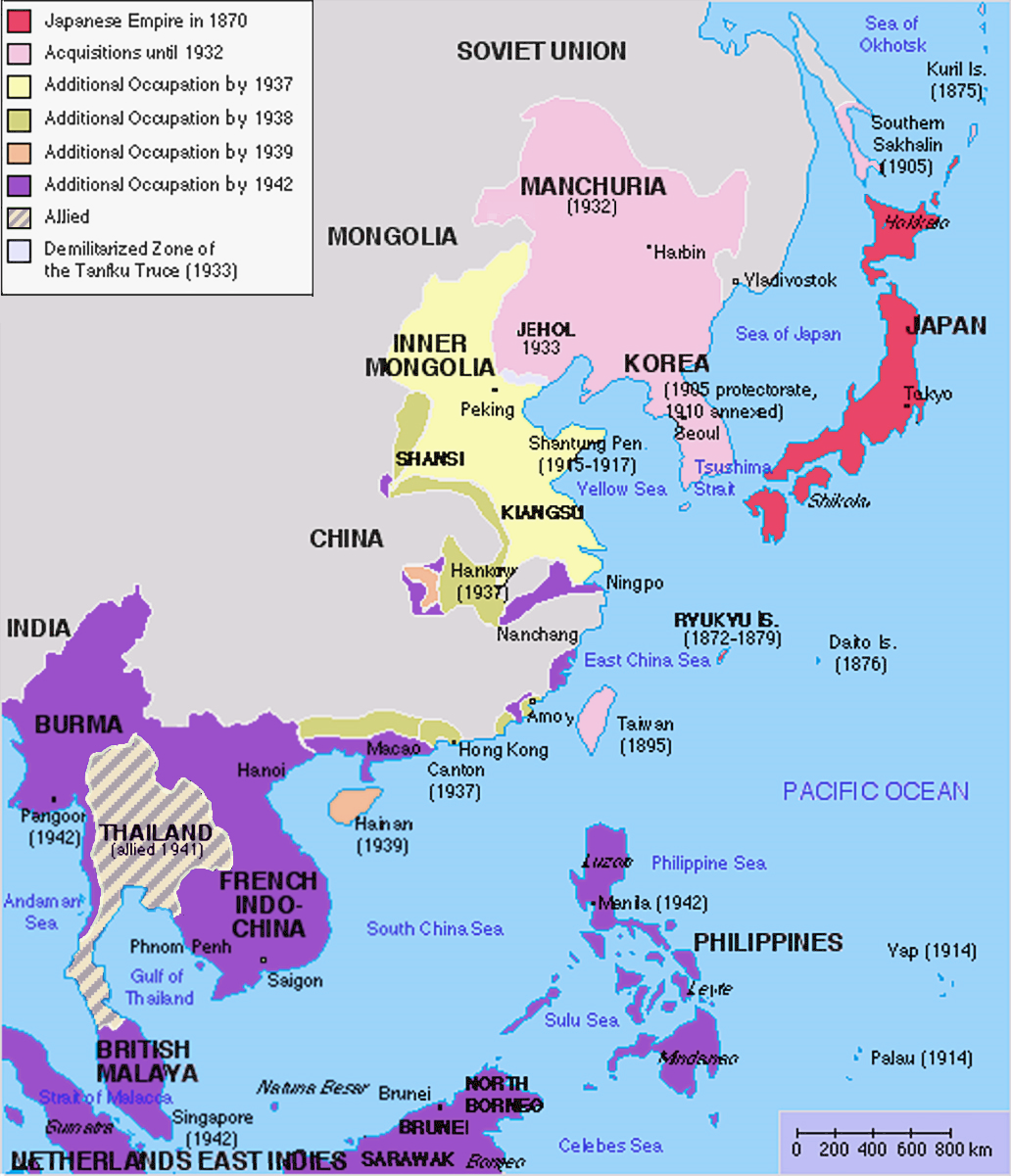
Japanisches Reich von 1870 bis zum Ende des Zweiten Weltkriegs

Am 17. November 1905 wurde Korea ein Protektorat Japans; es wurde 1910 offiziell annektiert (siehe: Korea unter japanischer Herrschaft). Auch die Mandschurei gelangte unter japanischen Einfluss, der sich aber bis zur Mandschurei-Krise auf die wirtschaftliche Ausbeutung der Mandschurei beschränkte und auch dem Bau der südmandschurischen Eisenbahn diente.
Im Ersten Weltkrieg erfolgte am 23. August 1914 die Kriegserklärung Japans an Deutschland. Damit wollte Japan entsprechend der anglo-japanischen Allianz dem Vereinigten Königreich beistehen und seine Macht in Ostasien weiter festigen. Japan eroberte 1914 nach der Belagerung von Tsingtau die deutsche Kolonie Kiautschou sowie die Besitzungen auf den Karolinen, Marianen und Marshallinseln. Gemäß dem Versailler Vertrag übernahm bzw. annektierte es die deutschen Kolonien in China, was zu massiven Protesten in China führte (Bewegung des vierten Mai). Ab etwa 1929/1930 wurde Japan stark von der Weltwirtschaftskrise getroffen. Die Wirtschaft wurde umstrukturiert und eine erstarkte Schwerindustrie und einflussreiche Finanzgruppen (zaibatsu) traten in den 1930er Jahren hervor. Diese Gruppen hatten starkes Interesse an Aufrüstung und weiterer Expansion.
Japan versuchte 1918 in Sibirien Fuß zu fassen. An die Oktoberrevolution schlossen sich internationale Interventionen auf Seite des antikommunistischen Widerstandes („Weiße Armee“) an.
So landeten bei Wladiwostok 70.000 Japaner und 9.000 Mann US-Truppen; Japan hielt Wladiwostok, Teile der Pazifikküste und Gebiete entlang der transsibirischen Eisenbahn in der fernöstlichen Republik besetzt. 1920 wurden die mit den Truppen des weißrussischen Generals Semjonow allein verbliebenen japanischen Intervenienten auf Wladiwostok und den Küstenstreifen zurückgedrängt, Wladiwostok erst am 25. Oktober 1922 zurückerobert. Dieses Scheitern löste in Japan Aufstände aus, die einen Regierungswechsel ins bürgerliche Lager auslösten.
Von 1912 bis 1926 regierte mit dem Taishō-Tennō Yoshihito ein psychisch kranker Mann, wodurch sich die Macht vom Tennō und seinen Vertrauten, den Genrō, auf das Parlament und die neu gegründeten Parteien im Abgeordnetenhaus verschob. In diese Zeit fiel auch der Beginn des Antisemitismus in Japan. 1924 wurde die Übersetzung der Protokolle der Weisen von Zion veröffentlicht, die Juden wurden als Komplizen des Westens angesehen, der Japan sein Lebensrecht bestritt. Dies alles, obwohl es in Japan keine Juden gab.
1926 begann mit Hirohitos Inthronisierung die Shōwa-Zeit. Er regierte ein Land, in dem seit dem Ende des Ersten Weltkrieges nationalistische Kräfte zunehmend an Einfluss gewannen. Japan war in diversen internationalen Verhandlungen, insbesondere beim Vertrag von Portsmouth, nicht gleichberechtigt behandelt worden. Sein Anspruch in Korea wurde (trotz Protesten) anerkannt, aber Japans Expansionspläne in China fanden keine Unterstützung im Westen. Weltwirtschaftskrise, Naturkatastrophen wie die Zerstörung Tōkyōs durch ein Erdbeben 1923 und soziale Probleme führten zu einer politischen Radikalisierung des Landes. Nach dem Putschversuch am 15. Mai 1932 begann mit dem Kabinett Saitō die Zeit der „Kabinette der nationalen Einheit“ und eine massive Sozialistenverfolgung. Nach einem Putschversuch im Februar 1936 wurde Hirota Kōki Premierminister. Eine ultranationale Gruppierung aus Militärs ergriff nach und nach die Macht.
Der Tennō und seine göttliche Abstammung wurden ins Zentrum der politischen Ideologie gerückt, andere als die ultranationalen Meinungen wurden verfolgt. Im Jahr 1940 war der Mehrparteienstaat tot, eine Zentralorganisation namens Taisei Yokusankai übernahm alle Funktionen. Schon zuvor hatten die Militärs ohne Einflussnahme der Politik in China operiert – so in der Mandschurei (siehe: Mandschukuo).
Am 27. März 1933 trat Japan nach dem für ihn negativen Bericht der Lytton-Kommission aus dem Völkerbund aus. 1937 wurde der Zwischenfall an der Marco-Polo-Brücke zur Initialzündung des Zweiten Japanisch-Chinesischen Krieges. Truppen der Kaiserlich Japanischen Armee begingen 1937/38 nach der Einnahme der chinesischen Hauptstadt Nanking drastische Kriegsverbrechen (Massaker von Nanking).

### Japan im Zweiten Weltkrieg

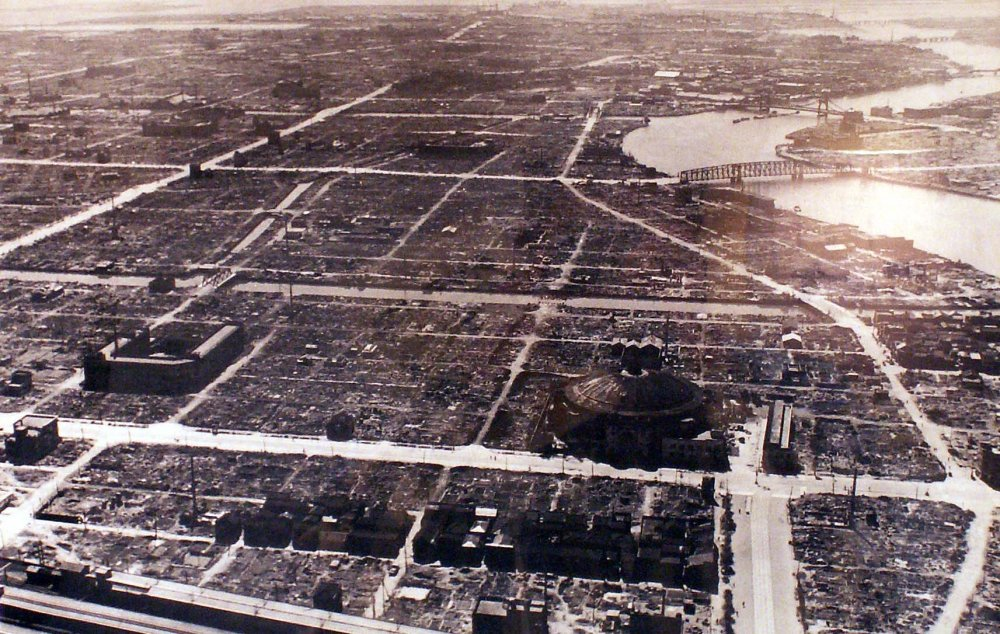
Luftangriffe auf Tokio (ca. 1945)

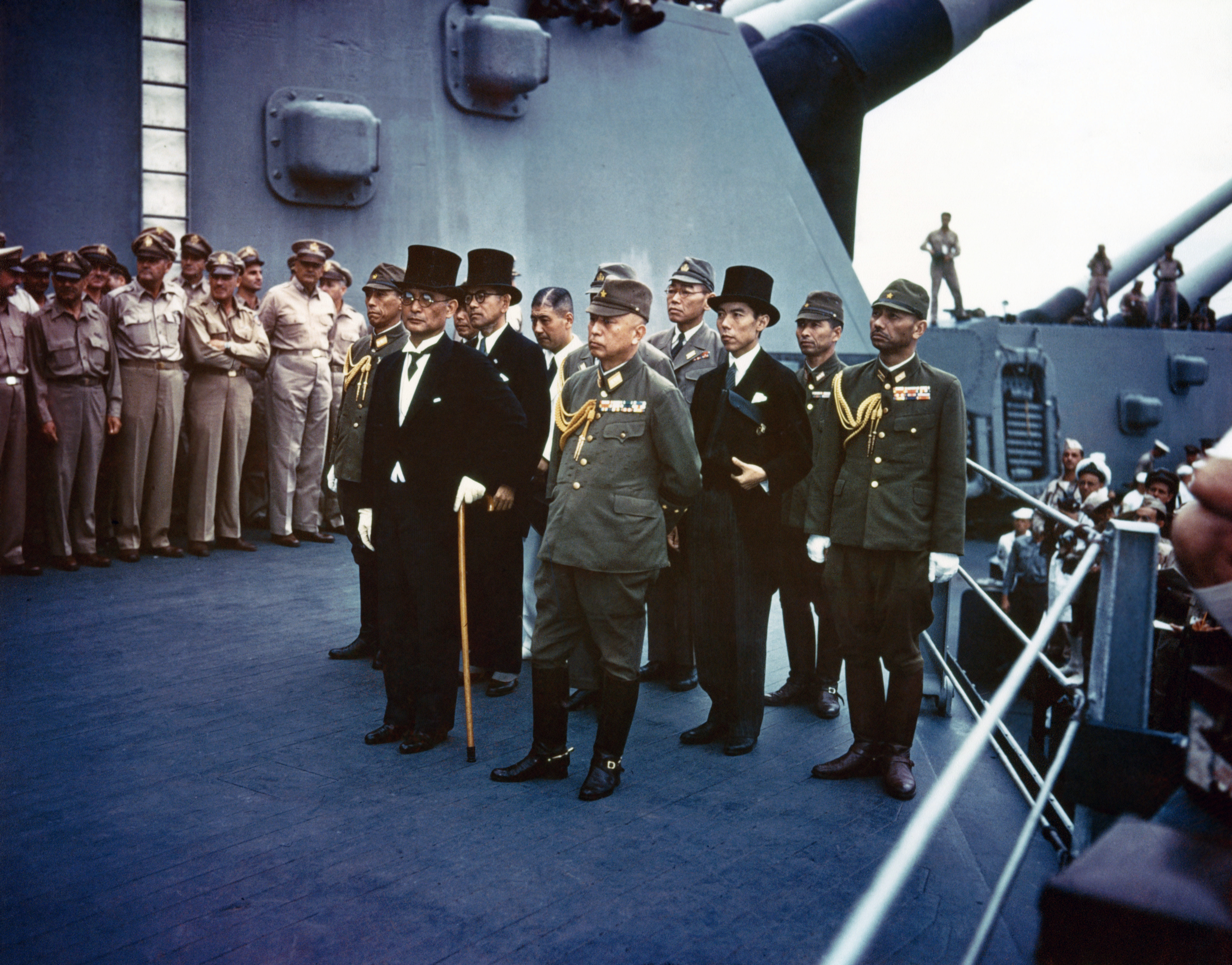
Japanische Delegierte an Bord der USS Missouri

Mit den Achsenmächten Deutschland unter Hitler und Italien unter Mussolini verband Japan sein aggressives Expansionsstreben. Der Angriff auf Pearl Harbor Ende 1941 implizierte den formellen Eintritt in den Zweiten Weltkrieg. Japan errang bei der Besetzung Chinas Erfolge und konnte sein Einflussgebiet in ganz Südostasien ausdehnen: Eingebettet in die Achse Berlin-Rom-Tokio und einen Nichtangriffspakt mit der Sowjetunion (1941) begann das Militär unter dem Motto Asien den Asiaten einen Eroberungsfeldzug in Ostasien, der innerhalb weniger Monate die Kolonialreiche der Niederlande, des Vereinigten Königreiches und der USA zusammenbrechen ließ. Japan ersetzte diese durch die sogenannte „Großostasiatische Wohlstandssphäre“. Sogar Australien galt als bedroht. Im Zuge dieser militärischen Erfolge begingen japanische Truppen in den besetzten Gebieten Kriegsverbrechen; sie setzten biologische und chemische Kampfstoffe ein und machten Menschenversuche an Kriegsgefangenen (siehe auch Japanische Kriegsverbrechen im Zweiten Weltkrieg).
Japan beherrschte die Philippinen, Neuguinea und Birma sowie zahllose Inselgruppen; mit Indonesien war ein erdölreiches Land Kolonie des Kaiserreichs geworden. Erst mit der Schlacht um Midway im Juni 1942 wendete sich das Blatt im Pazifikkrieg. Die japanische Marine verlor vier Flugzeugträger. Im August 1942 verloren die Japaner bei Guadalcanal eine weitere wichtige Schlacht.
Die kaiserliche Armee war weit verteilt über das Riesenreich, ihr Nachschub anfällig für Angriffe durch Unterseeboote. Bis 1944 konnte sich die kaiserliche Armee dennoch gut halten. Mit zunehmendem Eintreffen von Truppen vom europäischen Kriegsschauplatz und aus den Vereinigten Staaten kam die alliierte Gegenoffensive ins Rollen. Südostasien wurde schrittweise befreit; in einer Reihe amphibischer Operationen, die als „Island Hopping“ bekannt geworden sind, bewegten sich US-Streitkräfte auf die japanischen Hauptinseln zu.
Trotz erbittertem Widerstand fielen 1945 in den Schlachten um Iwojima und um Okinawa die wichtigsten Verteidigungsstellungen der japanischen Streitkräfte. Trotz dieser aussichtslosen militärischen Lage und permanenter Bombardierungen waren die japanischen Militärs nicht bereit, die bedingungslose Kapitulation zu erklären. Wenig später erfolgten die umstrittenen Atombombenabwürfe auf Hiroshima und Nagasaki (6. und 9. August 1945), die Sowjetunion erklärte Japan am 8. August 1945 den Krieg. Diese Ereignisse erzwangen die bedingungslose Kapitulation Japans; Kaiser Hirohito verkündete sie am 15. August in einer Rundfunkrede.

## Staat Japan

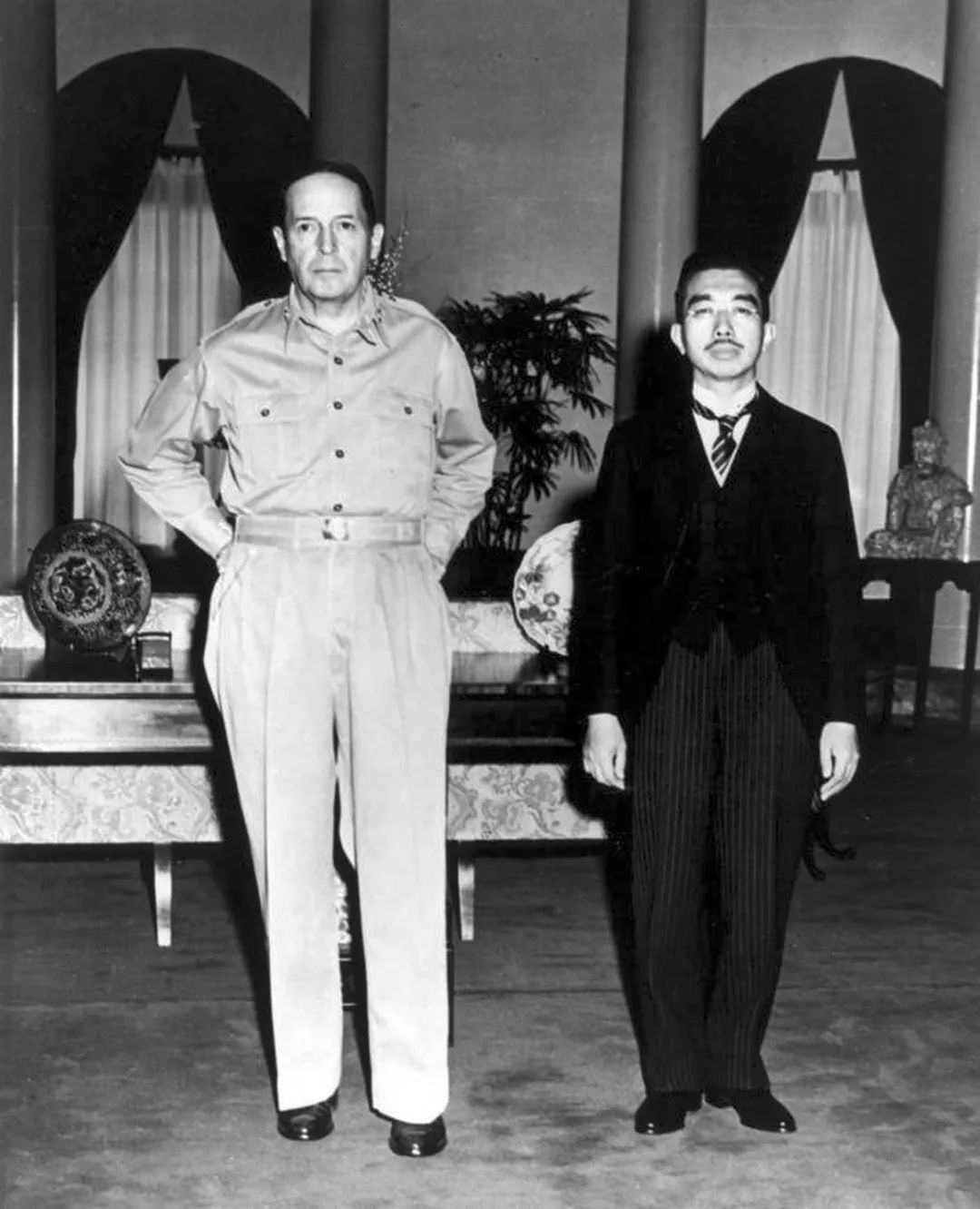
Douglas MacArthur und Hirohito

Nach der Niederlage im Zweiten Weltkrieg im Jahr 1945 wurde Japan in einen demokratischen Staat umgewandelt. Seit der Kapitulation des Kaiserlichen Japan herrscht in Japan Frieden, Japan wurde zu einem Staat mit bedeutender Wirtschaftskraft.

### Besatzungszeit und Neubeginn
Von 1945 bis 1952 wurde Japan von den Alliierten (faktisch den Vereinigten Staaten) besetzt. Die Potsdamer Verträge reduzierten das japanische Territorium wieder auf die Hauptinseln, die Ryūkyū-Inseln wurden US-amerikanisches Hoheitsgebiet (und blieben dies bis 1972).
Während der von General Douglas MacArthur, dem Oberkommandierenden der Pazifikstreitkräfte, geleiteten Besatzungszeit wurden umfassende Demokratisierungs- und Entmilitarisierungsmaßnahmen durchgeführt. Dadurch konnte sich die Kommunistische Partei erstmals legal betätigen. Im Zuge des Kalten Krieges wurde sie jedoch kurz darauf durch eine Politische Säuberung, den Red Purge, wieder ausgeschaltet.
Dem Kaiser blieb eine Anklage in den Tokioter Prozessen erspart und ein Teil der alten Eliten wurde für die Errichtung einer neuen gesellschaftlichen Ordnung herangezogen. Dieses Vorgehen führte zwar zur Errichtung eines stabilen neuen Staatsgefüges (unter Beibehaltung des Kaisertums als tragenden Element), aber auch gleichzeitig zu einer mangelnden Aufarbeitung der Kriegsgeschehnisse und -verbrechen.
Anders als in Deutschland war und ist dieses Thema in Japan tabuisiert und die Schuld einer kleinen Riege von Militärs angelastet worden. Alles in allem war die Erneuerung Japans aber ein Erfolg; große Konzerne, die am Krieg verdient hatten, wurden zerschlagen, eine neue Verfassung, die Demokratie und Frieden zu ihren zentralen Themen machte, trat 1947 in Kraft. Reformen im Schul- und Hochschulwesen sollten die Reste der ultranationalen Gleichschaltung beseitigen. Hinsichtlich der Streitkräfte gab die Verfassung vor, dass nur Selbstverteidigungsstreitkräfte unterhalten werden dürfen. Die USA und Japan sind seither in einem Sicherheitspakt verbunden, der die Vereinigten Staaten zur Unterstützung Japans verpflichtet. 1951 schlossen im Friedensvertrag von San Francisco 48 Staaten offiziell wieder Frieden mit Japan, die Besatzung endete 1951/52.

### Von 1952 bis heute

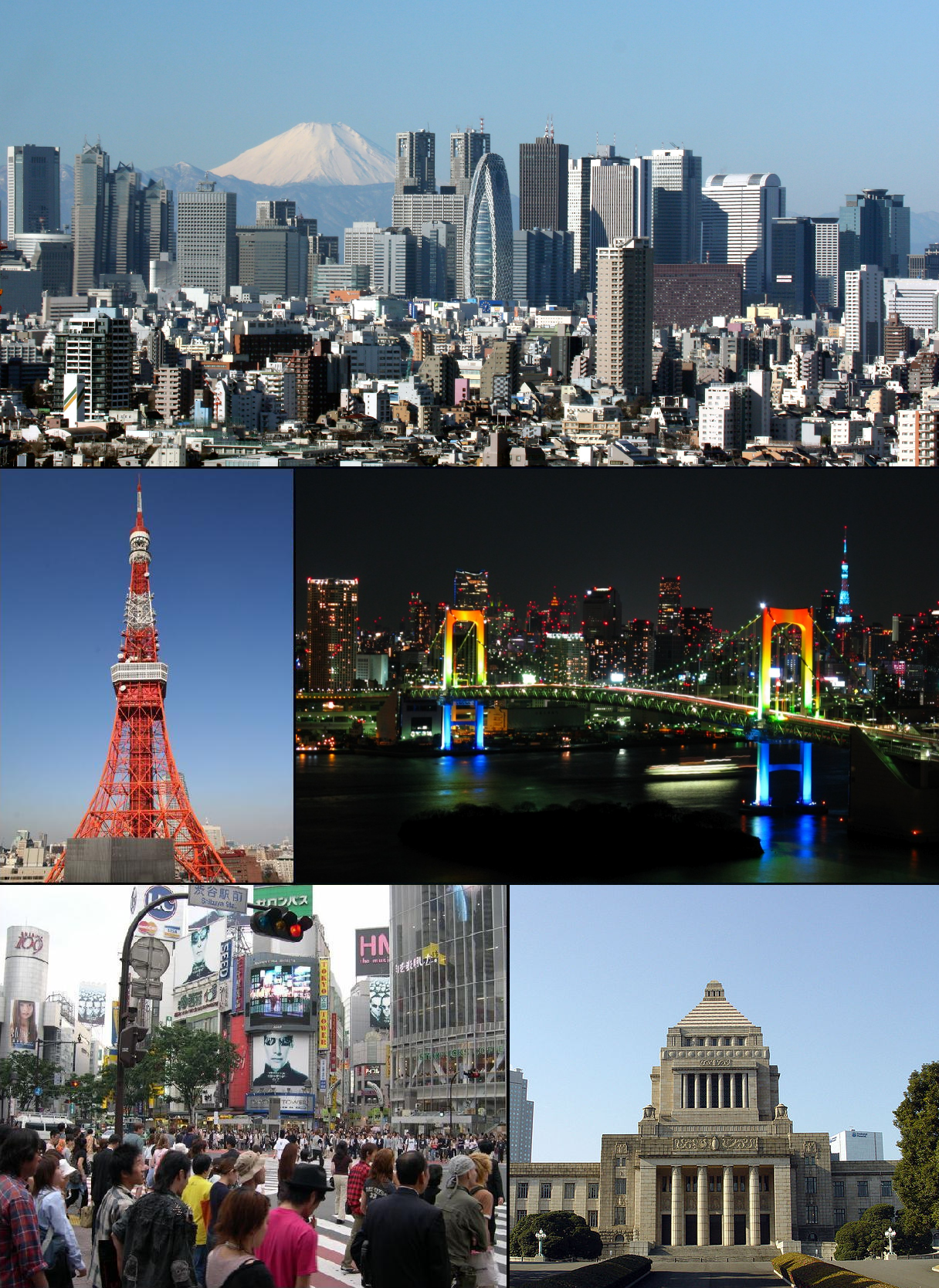
Aktuelles Tokio

Im Jahr 1956 nahmen auch die Sowjetunion und die Volksrepublik China (siehe: japanisch-chinesische Beziehungen) wieder diplomatische Beziehungen auf und ein rehabilitiertes Japan wurde Teil der Vereinten Nationen. 1955 etablierte sich ein stabiles System zweier Parteien, der Liberaldemokratischen Partei (LDP) und der Sozialistischen Partei Japans. Das politische Gefüge ähnelte somit dem zahlreicher westlicher Demokratien. Mit Inkrafttreten des Grundlagenvertrags zwischen der Republik Korea und Japan am 18. Dezember 1965 kam es zur Normalisierung der diplomatischen Beziehungen zu Südkorea.
Das Land blieb nunmehr außenpolitisch zurückhaltend, aber sein wirtschaftlicher Aufstieg war unaufhaltsam. Automobil- und Schiffbau, später Elektronik wurden die Branchen, deren Exporte das japanische Wirtschaftswachstum der Jahre 1960 bis 1970 entscheidend befeuerten. Japan wurde in die Gruppe der G8-Staaten aufgenommen. 1985 wurde der bis dato vom Devisenmarkt getrennte Yen freigegeben, es kam zu einer Aufwertung des Yen gegenüber dem US-Dollar. Diese Entwicklung dämpfte die japanische Wirtschaftsentwicklung, da die USA hauptsächlicher Absatzmarkt japanischer Exporte waren und sind.
1989 starb Kaiser Hirohito. Sein Sohn Akihito wurde 1990 Kaiser und damit begann die Heisei-Zeit, die von Beginn an vom Platzen der Bubble Economy überschattet wurde. Japan kam im folgenden Jahrzehnt nicht zur Ruhe. Die Wirtschaft geriet in eine tiefe Krise, mehrere Regierungen und Ministerpräsidenten scheiterten. In den Jahren 2000/2001 gab es erstmals eine Stabilisierung der Situation. Die 2001 gewählte Regierung um Premierminister Jun’ichirō Koizumi war bis September 2006 an der Macht. Nachfolger Koizumis ist sein ehemaliger politischer Zögling Shinzō Abe. Japan ist nach der inneren Stabilisierung, beginnend mit der UNTAC-Mission von 1992, nun auch weltweit im Rahmen von friedenserhaltenden Maßnahmen der Vereinten Nationen aktiv.
2011 wurde erstmals in der Geschichte Japans der nukleare Notfall ausgerufen, nachdem im Kernkraftwerk Fukushima I infolge des Tōhoku-Erdbebens der Stärke 9 ein Störfall aufgetreten war.